# Ladfjella
Die Ladfjella (norwegisch) ist ein 2620 m hoher Berg im ostantarktischen Königin-Maud-Land. Er ist die südlichste Erhebung der Kirwanveggen.
Wissenschaftler des Norwegischen Polarinstituts benannten ihn. Der weitere Benennungshintergrund ist nicht überliefert.